# Joachim Nermark
Joachim Nermark (* 12. Mai 1993 in Sunne) ist ein schwedischer Eishockeyspieler, der seit 2014 beim Asplöven HC in der HockeyAllsvenskan unter Vertrag steht.     

## Karriere
Joachim Nermark begann seine Karriere als Eishockeyspieler in seiner Heimatstadt in der Nachwuchsabteilung des Sunne IK, für dessen erste Mannschaft er in der Saison 2008/09 erstmals in der drittklassigen Division 1 auflief. Anschließend wechselte der Center in die Nachwuchsabteilung von Leksands IF, wo er ein Jahr lang blieb, ehe er zur Saison 2010/11 einen Vertrag beim Linköpings HC erhielt, für dessen Profimannschaft er sein Debüt in der Elitserien gab. In seinem Rookiejahr in der höchsten schwedischen Spielklasse bereitete er in zwölf Spielen ein Tor vor. Zudem kam er zu drei Einsätzen für sein neues Team in der European Trophy.  
Mit seinen Leistungen konnte er die Talentscouts überzeugen und wurde im Anschluss an die Spielzeit zunächst im KHL Junior Draft in der zweiten Runde als insgesamt 42. Spieler von Salawat Julajew Ufa ausgewählt sowie anschließend im NHL Entry Draft in der vierten Runde als insgesamt 93. Spieler von der Colorado Avalanche.
Während der Saison 2013/14 wurde Nermark an den Rögle BK ausgeliehen, der ihn in der HockeyAllsvenskan und Kvalserien einsetzte.

### International
Für Schweden nahm Nermark im Juniorenbereich an den U18-Junioren-Weltmeisterschaften 2010 und 2011 teil. Beide Male gewann er mit seiner Mannschaft die Silbermedaille, zudem wurde er bei der U18-WM 2011 zu einem der drei besten Spieler Schwedens ernannt.

## Erfolge und Auszeichnungen
- 2010 Bronzemedaille bei der World U-17 Hockey Challenge
- 2010 Bronzemedaille beim Ivan Hlinka Memorial Tournament
- 2010 Silbermedaille bei der U18-Junioren-Weltmeisterschaft
- 2011 Silbermedaille bei der U18-Junioren-Weltmeisterschaft

## Karrierestatistik

### International
(Legende zur Spielerstatistik: Sp oder GP = absolvierte Spiele; T oder G = erzielte Tore; V oder A = erzielte Assists; Pkt oder Pts = erzielte Scorerpunkte; SM oder PIM = erhaltene Strafminuten; +/− = Plus/Minus-Bilanz; PP = erzielte Überzahltore; SH = erzielte Unterzahltore; GW = erzielte Siegtore; 1 Play-downs/Relegation; Kursiv: Statistik nicht vollständig)